# Манастир Алаверди
Манастир Алаверди (груз. ალავერდის მონასტერი) је грузијски православни манастир који се налази 25 км од Ахмета, у региону Кахетија у источној Грузији. Иако темељи манастира датирају из 6. века, данашња катедрала је изграђена у 11. веку под покровитељством краља Квирика III од Кахетије, на остацима старе цркве светог Ђорђа.

## Историја
Манастир је основао сиријски монах Јосиф Алавердски, који је дошао из Антиохије и настанио се у Алавердију, малом селу и бившем паганском верском центру посвећеном Месецу. Са висином од преко 55 м, катедрала Алаверди је била највиша верска зграда у Грузији, до изградње катедрале Самеба, која је завршена 2004. године. Међутим у укупној величина је мања од катедрале Светицховели у граду Мцхета. У манастиру се посебно прославља празник Алавердоба, прослава траје неколико дана а врхунац достиже 28. септембра (сматра се да је на тај дан основан манастир). Смештен у срцу најстаријег винског региона на свету, монаси такође праве своје вино, познатије као Подрум Алаверди манастира.